# Erkan Petekkaya
Erkan Petekkaya (n. 11 decembrie 1970 în Elazığ, Turcia) este un actor turc.

## Filmografie

### Cinematografie
| An   | Film                      | Rolul              |
| ---- | ------------------------- | ------------------ |
| 1990 | Alman Avrat'ın Bacısı     |                    |
| 2009 | Gecenin Kanatları         | Cemal              |
| 2015 | Yeni Dünya                |                    |
| 2016 | Kolpaçino 3. Devre        | Bașkan             |
| 2017 | Ayla: The Daughter of War | İskenderun Binbașı |
| 2019 | Kapan                     | Süleyman           |

### Televiziune
| An        | Film                    | Rolul           |
| --------- | ----------------------- | --------------- |
| 1998      | Güzel Günler            | Talat           |
| 1998      | Aynalı Tahir            | Kadir           |
| 2001      | Așkına Eșkiya           | Sadocan         |
| 2003      | Bedel                   |                 |
| 2003      | Așkına Eșkiya           | İsmail          |
| 2003      | Japonyalı Gelin         | Ömer            |
| 2003      | Serseri                 | Bülent          |
| 2005      | Beyaz Gelincik          | Ömer Aslanbaș   |
| 2005      | Köpek                   | Yılmaz          |
| 2007      | Sessiz Fırtına          | Yiğit Sancaktar |
| 2009      | Bahar Dallan            | Balıkçı         |
| 2009      | Hanımın Çiftliği        | Milletvekili    |
| 2010      | Hanımeli Sokağı         | Osman           |
| 2010-2012 | Öyle Bir Geçer Zaman Ki | Ali             |
| 2012-2014 | Dila Hanım              | Ali             |
| 2013      | Benim Hala Umudum Var   | Erkan           |
| 2014-2017 | Furtună pe Bosfor       | Cihan Gürpinar  |
| 2017      | Kayıt Dıșı              | Ali Kemal Ateș  |
| 2019      | Vurgun                  | Kemal Vardar    |
| 2020      | Gel Dese Așk            | Murat           |
| 2021      | Kırmızı Oda             | Sadi            |

### Teatru
| An   | Film                             | Scriitor              |
| ---- | -------------------------------- | --------------------- |
| 1993 | Mitos Güzeli                     | Coșkun Irmak          |
| 1993 | Sosak Kedisi Marilu              | Yeșim Dorman          |
| 1994 | Korku                            | Orhan Asena           |
| 1996 | Blood Wedding                    | Federico García Lorca |
| 1997 | Düdükçülerle Fırçacıların Savașı | Azis Nesin            |
| 2001 | Deli Dumrul                      | Güngör Dilmen         |